# Dasiàtids

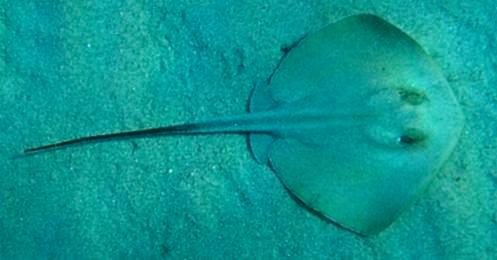
Dasyatis tortonesei

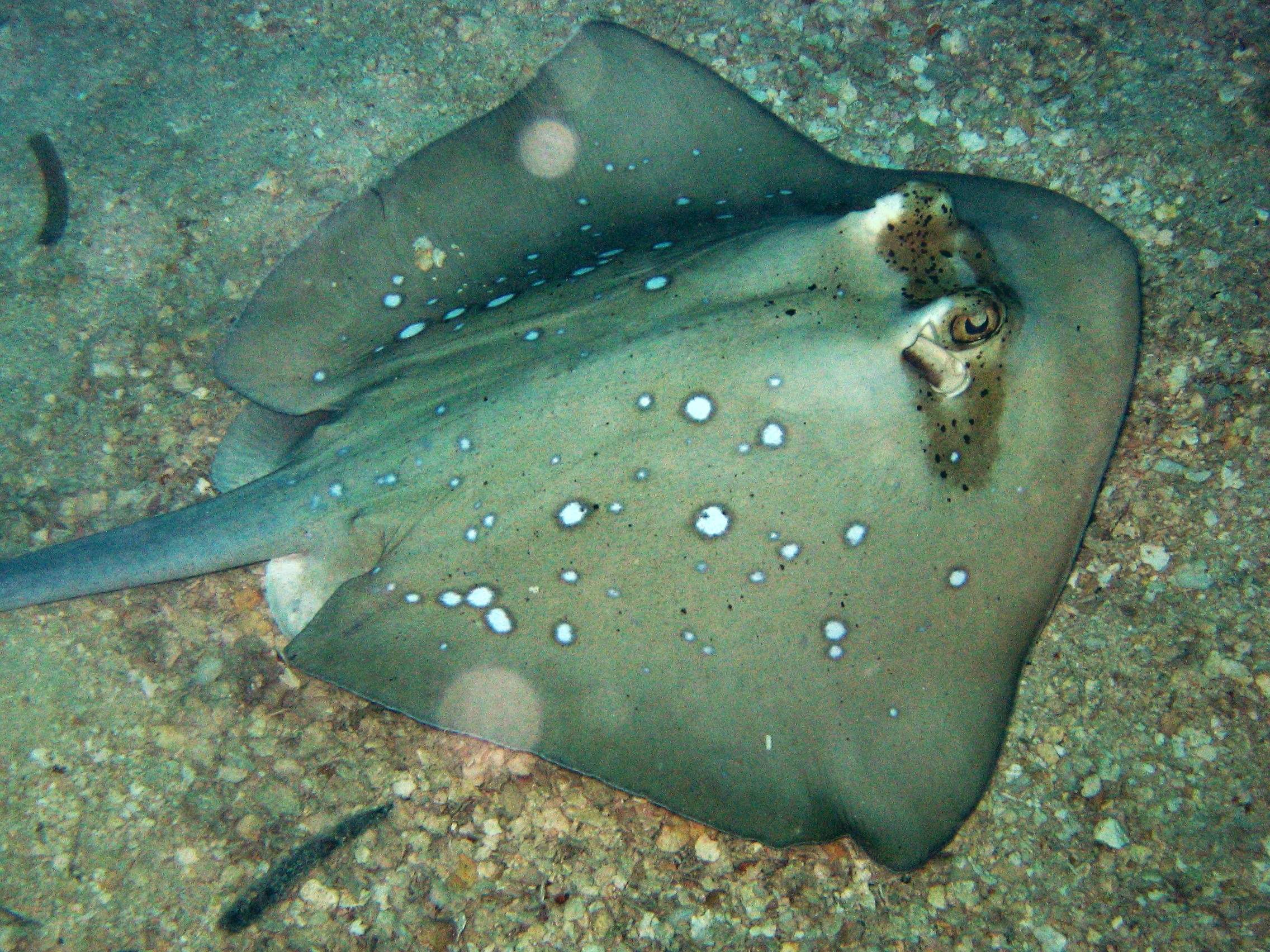
Dasyatis kuhlii

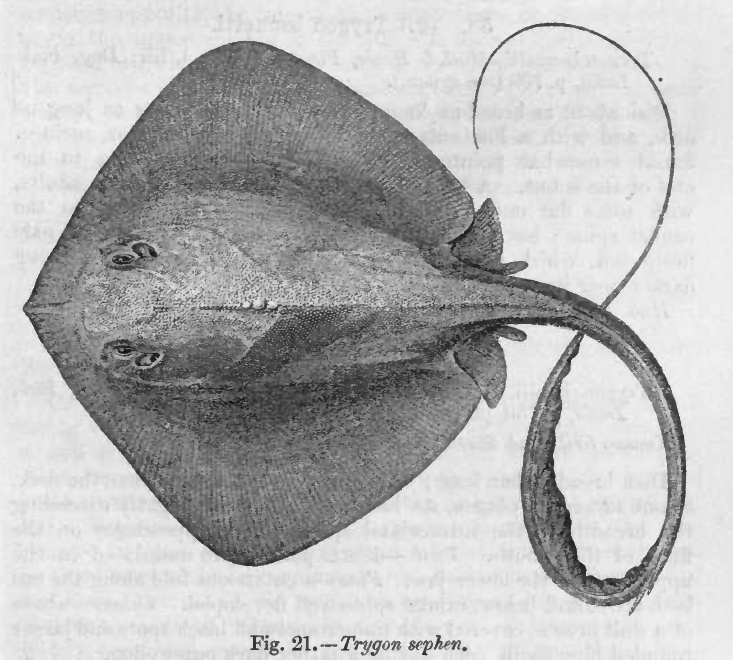
Pastinachus sephen

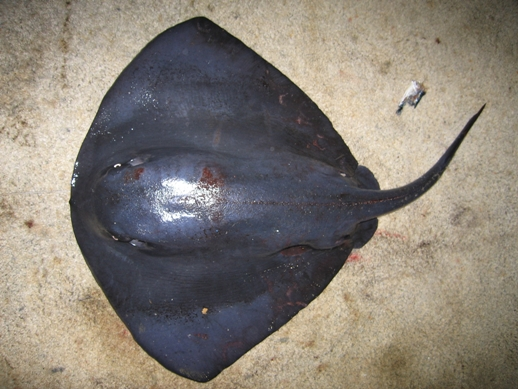
Pteroplatytrygon violacea

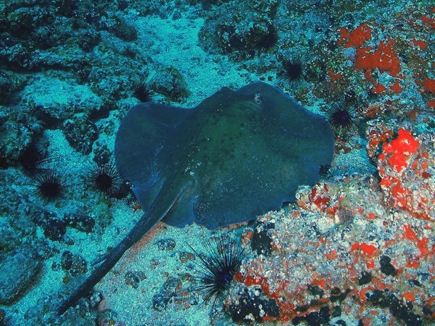
Taeniura grabata fotografiada a Tenerife.

Els dasiàtids (Dasyatidae) són una família de peixos cartilaginosos batoïdeus de l'ordre dels miliobatiformes. Per ignorància de la significació originària del mot, els pescadors de Tarragona també apliquen el nom de "tòtina" a l'escurçana (Dasyatis pastinaca). La confusió de noms entre els dasiàtids i els miliobàtids no és un defecte exclusiu dels pescadors catalans, sinó que també la fan els italians.

## Morfologia
- Les espècies més grosses poden arribar als 4 m de longitud o d'amplada.
- El cap no està separat o no és distingible de la resta del disc.
- Rostre angulós.
- Les mandíbules presenten dents punxegudes formant bandes.
- Cua més llarga que el disc i prima, filamentosa, en forma de fuet i amb un fibló llarg i dentat especialment tòxic que els serveix com a sistema de defensa.
- Respiren aigua a través d'un petit orifici que hi ha darrere de l'ull i l'expulsen a través de les obertures branquials presents a la part inferior del disc.
- No tenen aleta caudal ni dorsals, tot i que algunes espècies presenten plecs longitudinals de pell en les superfícies superior i inferior de la cua.
- La pell en la part dorsal pot ésser llisa o proveïda de tubercles, espines o denticles.[2][3]

## Reproducció
Són ovovivípars i les cries neixen completament desenvolupades.

## Alimentació
Mengen una àmplia varietat d'organismes bentònics, incloent-hi crancs, gambetes, poliquets, mol·luscs i peixos.

## Depredadors
Encara que les rajades poden créixer molt, segueixen essent presa d'altres peixos de gran mida, com ara els taurons. Així, per exemple, el gran tauró martell sembla que s'especialitza a menjar espècies d'aquesta família.

## Hàbitat
La majoria d'espècies es troben en aigües costaneres, estuaris, davant de platges i desembocadures de rius i en fons de sorra i fang, tot i que n'hi ha unes poques que viuen als esculls de corall i en aigües dolces.

## Distribució geogràfica
Es troba a les aigües tropicals i subtropicals de l'Atlàntic, l'Índic i el Pacífic.

## Ús comercial
Les rajades són comestibles, especialment llurs ales i el fetge.

## Estat de conservació
A partir de l'any 1994 vuit espècies de dasiàtids van ésser classificades com en perill o vulnerables a l'extinció, i una altra més a punt de ser-ho. Les rajades, com els taurons, són molt vulnerables a la sobrepesca i, a més, creixen i maduren lentament, la qua cosa fa que la mida de la població adulta determini el nombre d'exemplars joves a causa de llur estratègia reproductiva lenta (inverteixen una gran quantitat d'energia i de temps durant tota llur existència per produir poca descendència).

## Gèneres
- Dasyatis (Rafinesque, 1810)[13]
- Himantura (Müller & Henle, 1837)[14]
- Makararaja (Roberts, 2007)[15]
- Neotrygon (Castelnau, 1873)[16]
- Pastinachus (Rüppell, 1828)[17]
- Pteroplatytrygon (Fowler, 1910)[18]
- Taeniura (Müller & Henle, 1837)[19]
- Urogymnus (Müller & Henle, 1837)[14][20][21][22][23][24][25][26]